# Vinzaglio (metropolitana di Torino)
La stazione di Vinzaglio è una stazione della linea 1 della metropolitana di Torino. È una stazione sotterranea, posta all'intersezione tra Corso Vittorio Emanuele II, corso Vinzaglio e Corso Duca degli Abruzzi.

## Storia
La stazione venne attivata il 5 ottobre 2007, come parte del prolungamento da XVIII Dicembre a Porta Nuova FS.

## Strutture e impianti
Al suo interno sono disposte le vetrofanie di Ugo Nespolo, dedicate alle fasi storiche dell'Unità d'Italia in quanto la battaglia di Vinzaglio (1859) ne fu un momento significativo.
Alla stazione si accede tramite due ingressi posti entrambi sul lato verso ovest:
- corso Vinzaglio
- corso Duca degli Abruzzi

## Servizi
- Biglietteria automatica
- Accessibilità per portatori di handicap
- Ascensori
- Scale mobili
- Stazione video sorvegliata